# Carlos M. Duarte
Carlos Manuel Duarte Quesada (Lisboa, 27 de julio de 1960) es un científico español, especializado en el campo de la oceanografía.

## Biografía
Licenciado en Biología por la Universidad Autónoma de Madrid en 1982, se doctoró cinco años más tarde en la Universidad McGill de Canadá. Ha dedicado su carrera a la investigación de los ecosistemas acuáticos, marinos y de agua dulce, el funcionamiento de los océanos a nivel planetario, así como en lagos, embalses, ríos, arroyos, humedales y estuarios en colaboración con instituciones internacionales como la ONU, la FAO y el Banco Mundial. Ha sido profesor adjunto en el Instituto de Ciencias del Mar en Barcelona, en el Centro de Estudios Avanzados de Blanes y ha trabajado como profesor de investigación en el Instituto Mediterráneo de Estudios Avanzados (IMEDEA), todos ellos dependientes del Consejo Superior de Investigaciones Científicas (CSIC).
Dirigió la primera expedición española al Océano Ártico y también la Expedición Malaspina (2010-2011) a bordo del Hespérides (A-33). En 2014 trabajó para el Instituto de los Océanos de la Universidad de Australia Occidental para investigar los arrecifes de coral. Abandonó el CSIC para trabajar en un proyecto en el Mar Rojo de la Universidad de Ciencia y Tecnología Rey Abdalá de Arabia Saudita.
Ha publicado más de 400 artículos científicos, varios libros y capítulos de libros. Entre 2008 y 2010 fue presidente de la Asociación Americana de Limnología y Oceanografía. Ha recibido el Premio Nacional de Investigación Alejandro Malaspina de 2007, el Premio Rey Jaime I de Investigación en Protección de la Naturaleza de 2009, el Premio Ramon Margalef de Ecología en 2019 y el Premio Fundación BBVA Fronteras del Conocimiento en el área de Ecología y Biología de la Conservación en 2020. En 2010 fue nombrado doctor honoris causa por la Universidad de Quebec en Montreal y posteriormente por la Universidad de Utrecht.
En el año 2023 participa en la actividad Cuando el destino nos alcance. Acciones desesperadas ante la sexta extinción que tuvo lugar en el Museo Nacional Centro de Arte Reina Sofía junto a Jana Winderen. En su ponencia resaltó el trabajo del proyecto The Malaspina Expedition, el cual ha descubierto que en las zonas mesopelágicas (las que se encuentran entre doscientos y mil metros de profundidad), se encuentra el 95% de la biomasa marina.
En 2011, afirmó en la prensa que el Ártico se quedaría sin hielo en el verano de 2018.